# Kanjiroba
Le Kanjiroba est un sommet de l'Himalaya, situé au Népal. S'élevant à 6 883 m d'altitude, il est le point culminant du Kanjiroba Himal, qui fait partie de l'Himalaya. La première ascension a été réalisée en 1971 par l'arête sud-est, par une expédition japonaise en provenance de l'université d'Osaka.